# Survivor Series 2021
Survivor Series 2021 è stata la trentacinquesima edizione dell'omonimo evento in pay-per-view prodotto annualmente dalla WWE e si è svolto il 21 novembre 2021, al Barclays Center di Brooklyn, New York.

## Storyline
Il 6 novembre, la WWE rivelò i membri dei team di Raw e SmackDown per l'elimination match maschile di Survivor Series. Per il roster rosso furono scelti Seth Rollins, Finn Bálor, Kevin Owens, Rey e Dominik Mysterio, mentre per il roster blu Drew McIntyre, Jeff Hardy, King Woods, Sami Zayn e Happy Corbin. L'8 novembre a Raw, il dirigente della WWE Adam Pearce fece notare che ogni membro del Team Raw, tranne Dominik, era un ex campione del mondo, e poco dopo annunciò un match tra quest'ultimo e l'ex WWE Champion Bobby Lashley. Se Dominik avesse perso, sarebbe stato escluso dalla squadra in favore di Lashley, e a vincere fu quest'ultimo. Nella puntata di SmackDown del 12 novembre, Zayn fu rimosso dal match dopo che Hardy lo sconfisse in un match in cui il perdente sarebbe stato rimosso dal team. Nella puntata di Raw del 15 novembre, in seguito ad un apparente infortunio durante un match contro Lashley, Pearce rimosse Rey Mysterio dal Team Raw e lo sostituì con Austin Theory. L'ultimo posto libero nel Team SmackDown fu occupato da Sheamus, dopo aver battuto Cesaro, Ricochet e Jinder Mahal in un fatal 4-way match il 19 novembre a SmackDown.
Sempre il 6 novembre, furono annunciati anche le partecipanti del match femminile. Per il Team Raw furono scelte Bianca Belair, Liv Morgan, Carmella, Queen Zelina e Rhea Ripley, mentre per il Team Smackdown furono annunciate Sasha Banks, Shayna Baszler, Shotzi, Natalya e Aliyah, ma il 12 novembre a SmackDown, in seguito alla vittoria di Aliyah, Naomi e Sasha Banks contro Shotzi, Shayna Baszler e Natalya, Sonya Deville, rimosse Aliyah dal match a causa della faida in corso tra Deville e Naomi. Il 19 novembre la WWE annunciò su Twitter l'inserimento di Toni Storm.
Completano la card i champion vs. champion match, Becky Lynch vs. Charlotte Flair, Big E vs. Roman Reigns, Randy Orton e Riddle vs. The Usos e Damian Priest vs. Shinsuke Nakamura.
Per celebrare i 25 anni dall'esordio in WWE di The Rock, il 19 novembre a SmackDown, fu annunciata una battle royal a 25 uomini, con atleti provenienti da entrambi i roster.

## Risultati
| #       | Match | Stipulazioni                                     | Durata |
| ------- | --- | ------------------------------------------------ | ------ |
| Kickoff | Shinsuke Nakamura (Intercontinental Champion) (con Rick Boogs) ha sconfitto Damian Priest (United States Champion) per squalifica                                                                       | Champion vs. champion match                      | 9:25   |
| 1       | Becky Lynch (Raw Women's Champion) ha sconfitto Charlotte Flair (SmackDown Women's Champion) | Champion vs. champion match                      | 18:25  |
| 2       | Team Raw (Seth Rollins, Finn Bálor, Kevin Owens, Bobby Lashley e Austin Theory) (con MVP) ha sconfitto Team SmackDown (Drew McIntyre, Jeff Hardy, King Woods, Happy Corbin e Sheamus) (con Madcap Moss) | 5-on-5 Survivor Series elimination match         | 29:56  |
| 3       | Omos ha vinto eliminando per ultimo Ricochet | 25-man dual brand battle royal match             | 10:45  |
| 4       | Gli RK-Bro (Raw Tag Team Champions) hanno sconfitto The Usos (SmackDown Tag Team Champions) | Champion vs. champion match                      | 14:50  |
| 5       | Team Raw (Bianca Belair, Rhea Ripley, Liv Morgan, Carmella e Queen Zelina) ha sconfitto il Team SmackDown (Sasha Banks, Shayna Baszler, Shotzi, Natalya e Toni Storm)                                   | 5-on-5 Women's Survivor Series elimination match | 23:45  |
| 6       | Roman Reigns (Universal Champion) (con Paul Heyman) ha sconfitto Big E (WWE Champion) | Champion vs. champion match                      | 21:55  |

1. ↑  Gli altri partecipanti erano AJ Styles, Angel Garza, Angelo Dawkins, Apollo Crews, Cedric Alexander, Cesaro, Chad Gable, Commander Azeez, Dolph Ziggler, Drew Gulak, Erik, Humberto Carrillo, Ivar, Jinder Mahal, Mansoor, Montez Ford, Otis, R-Truth, Robert Roode, Sami Zayn, Shanky, Shelton Benjamin e T-BAR

### Survivor Series Elimination match
Il rosso indica le superstar di Raw e il blu indica le superstar di SmackDown
| N. eliminazione | Wrestler                | Team                    | Eliminato da            |
| --------------- | ----------------------- | ----------------------- | ----------------------- |
| 1               | Kevin Owens             | Raw                     | Count out               |
| 2               | Happy Corbin            | SmackDown               | Finn Bálor              |
| 3               | King Woods              | SmackDown               | Bobby Lashley           |
| 4               | Drew McIntyre           | SmackDown               | Count-out               |
| 5               | Bobby Lashley           | Raw                     | Count out               |
| 6               | Finn Bálor              | Raw                     | Sheamus                 |
| 7               | Sheamus                 | SmackDown               | Austin Theory           |
| 8               | Austin Theory           | Raw                     | Jeff Hardy              |
| 9               | Jeff Hardy              | SmackDown               | Seth Rollins            |
| Sopravvissuto:  | Seth Rollins (Team Raw) | Seth Rollins (Team Raw) | Seth Rollins (Team Raw) |

| N. eliminazione | Wrestler                 | Team                     | Eliminata da             |
| --------------- | ------------------------ | ------------------------ | ------------------------ |
| 1               | Carmella                 | Raw                      | Toni Storm               |
| 2               | Queen Zelina             | Raw                      | Toni Storm               |
| 3               | Toni Storm               | SmackDown                | Liv Morgan               |
| 4               | Liv Morgan               | Raw                      | Sasha Banks              |
| 5               | Rhea Ripley              | Raw                      | Shayna Baszler           |
| 6               | Sasha Banks              | SmackDown                | Count out                |
| 7               | Natalya                  | SmackDown                | Bianca Belair            |
| 8               | Shayna Baszler           | SmackDown                | Bianca Belair            |
| 9               | Shotzi                   | SmackDown                | Bianca Belair            |
| Sopravvissuta:  | Bianca Belair (Team Raw) | Bianca Belair (Team Raw) | Bianca Belair (Team Raw) |